# 科兹曼·哲尔吉
科兹曼·哲尔吉（匈牙利語：Kozmann György，1978年3月23日—），匈牙利男子皮划艇运动员。他曾代表匈牙利参加2004年和2008年夏季奥林匹克运动会皮划艇比赛，共获得二枚铜牌。